# Straža Krapinska
Straža Krapinska falu Horvátországban Krapina-Zagorje megyében. Közigazgatásilag Krapina községhez tartozik.

## Fekvése
Krapina központjától 2 km-re keletre, a város határában fekszik.

## Története
A falunak 1857-ben 32, 1910-ben 25 lakosa volt. Trianonig Varasd vármegye Krapinai járásához tartozott. 2001-ben a falunak 37 lakosa volt.

## Külső hivatkozások
Krapina város hivatalos oldala